# Baden-Baden
Per la línia de marcgravis de Baden-Baden, vegeu Baden-Baden (línia)
La ciutat de Baden-Baden està situada a l'oest del Land de Baden-Württemberg, Alemanya.
La ciutat és famosa pels seus balnearis i les aigües termals. Potser per això s'ha convertit en un important destí de vacances i de descans, sobretot per a gent benestant. Els seus balnearis atrauen els jubilats, i el seu casino, la gent adinerada. Els seus habitants són majoritàriament de classe alta.
Fins al 1931, la ciutat s'anomenava únicament Baden, però per diferenciar-la de la regió de Baden, van duplicar-li el nom.
La ciutat té 54.301 habitants (desembre 2004).

## Geografia
Baden-Baden està als límits occidentals del nord de la Selva Negra, a la vall de l'Oos, un petit riu. És dins la regió de Karlsruhe i prop de la frontera amb França.
La comarca de Rastatt envolta tot el territori de la comarca de Baden-Baden. Les ciutats que delimiten amb Baden-Baden són (anomenades començant pel nord, i en direcció les agulles del rellotge): Rastatt, Kuppenheim, Gaggenau, Gernsbach, Weisenbach, Forbach (Baden), Bühl (Baden), Bühlertal, Sinzheim, Hügelsheim und Iffezheim.

## Història
Els orígens de la ciutat es remunten a l'època de l'imperi romà. En concret s'atribueix la fundació de la ciutat a l'emperador Adrià. La ciutat fou batejada amb el nom d'Aurelia Aquensis, en honor d'Aurelius Severus. Les seves aigües termals feren que l'emperador Caracal·la freqüentés les seves termes. Els antics banys romans foren descoberts l'any 1847, han estat restaurats i actualment poden usar-se.
La ciutat fou batejada com a Baden (sense repetició) a l'edat mitjana. Des del segle xiv fins a finals del segle xvii la ciutat fou la residència dels marcgravis de Baden. Aquests moraren al principi en el Castell Vell, les ruïnes del qual encara es poden troba al cim d'un turó de la ciutat. El 1479, però, es mogueren al Nou Castell, situat en un altre turó més proper a la ciutat.
Durant la Guerra dels Trenta Anys, la ciutat va patir força de les mans de diferents contrincants, especialment els francesos, que la van saquejar l'any 1643 i la van reduir a cendres el 1698. El marcgravi Lluís Guillem es va traslladar a Rastt el 1706.
El 1931 vingué el canvi de nom, afegint un segon Baden.
La ciutat va sortir il·lesa de les dues guerres mundials, i després de la guerra es convertí en el quarter general de les tropes franceses.

## Ciutats agermanades amb Baden-Baden
- Menton, França, des de 1961
- Moncalieri, Itàlia, des de 1990
- Freital, Alemanya, des de 1990
- Karlovy Vary, Txèquia, des de 1998
- Jalta, Ucraïna, des de 2000
- Sotxi, Rússia, des de 2012

## Punts d'interès
- Kurhaus, el casino, conegut arreu del món, amb la galeria de botigues de luxe al costat de la seva entrada.
- Castell vell, "Hohenbaden", construït el 1102, en ruïnes des del segle xv
- Castell Nou, antiga residència dels marcgravis de Baden
- El famós teatre de Baden-Baden
- Les ruïnes dels Banys Romans, d'una antiguitat de 2000 anys
- "El Paradís" (Paradies), uns jardins italians d'estil renaixentista.
- El Mont Merkur amb un funicular i una torre d'observació.
- Museu Frieder Burda

Baden-Baden
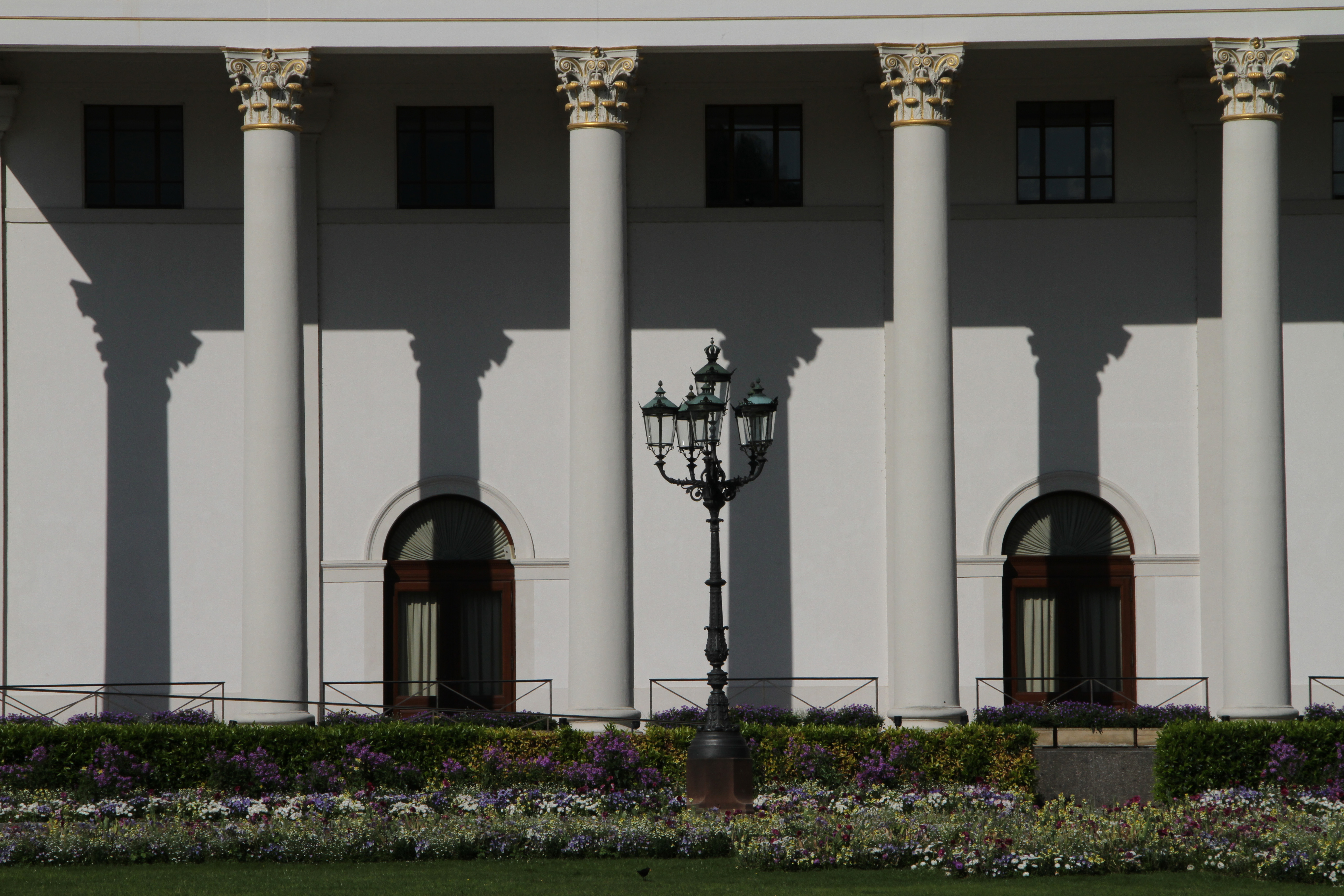
Kurhaus
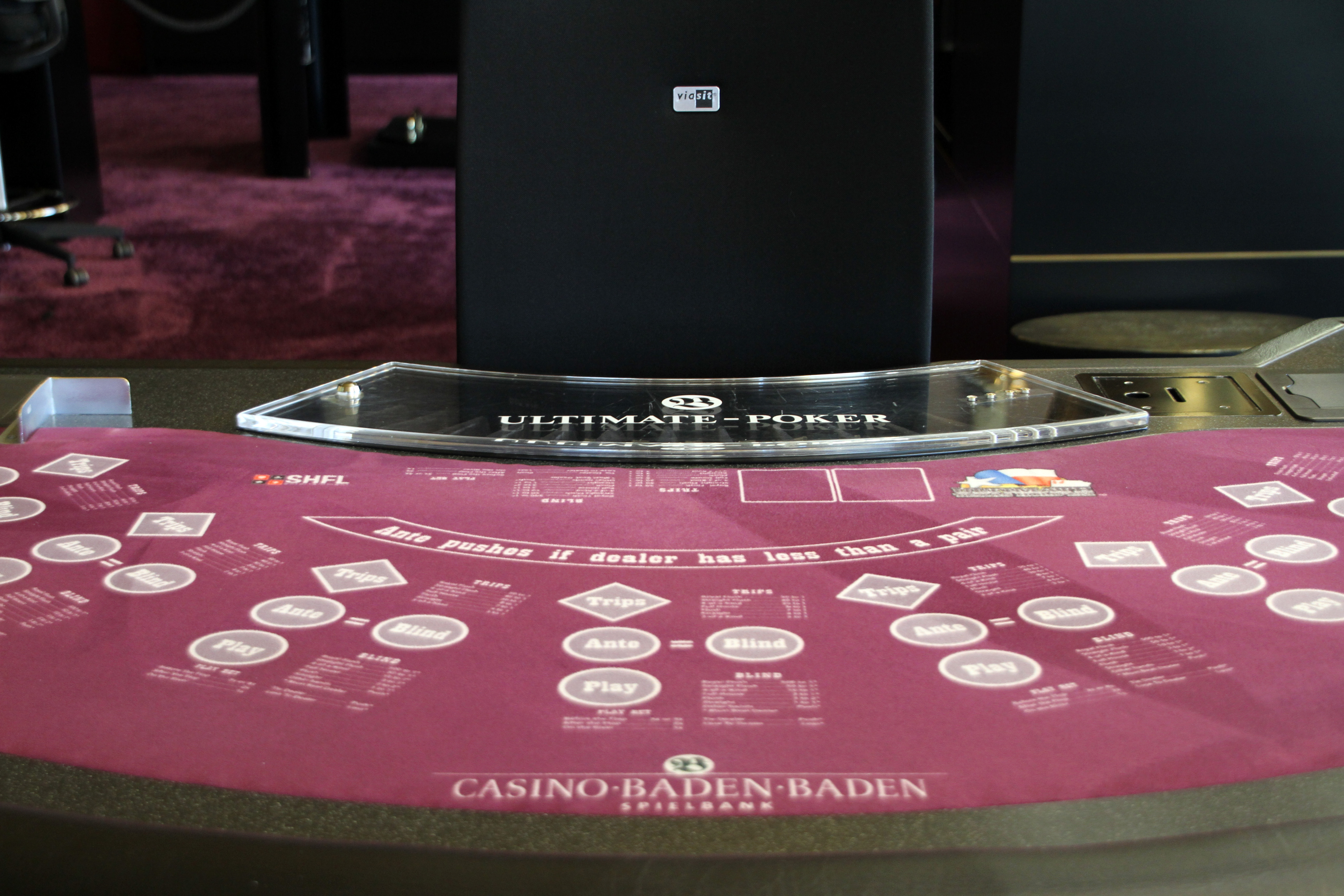
Casino
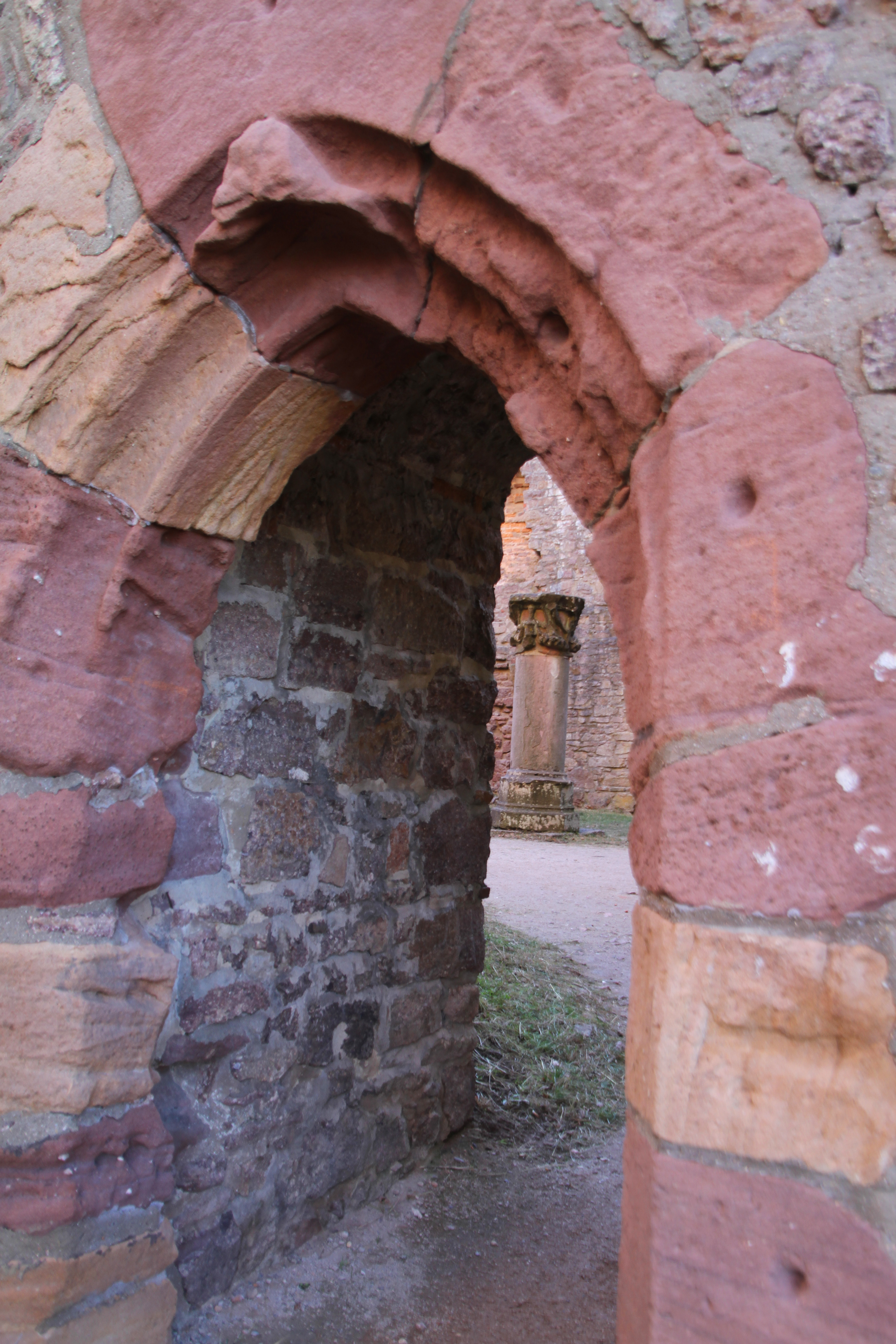
Castell vell
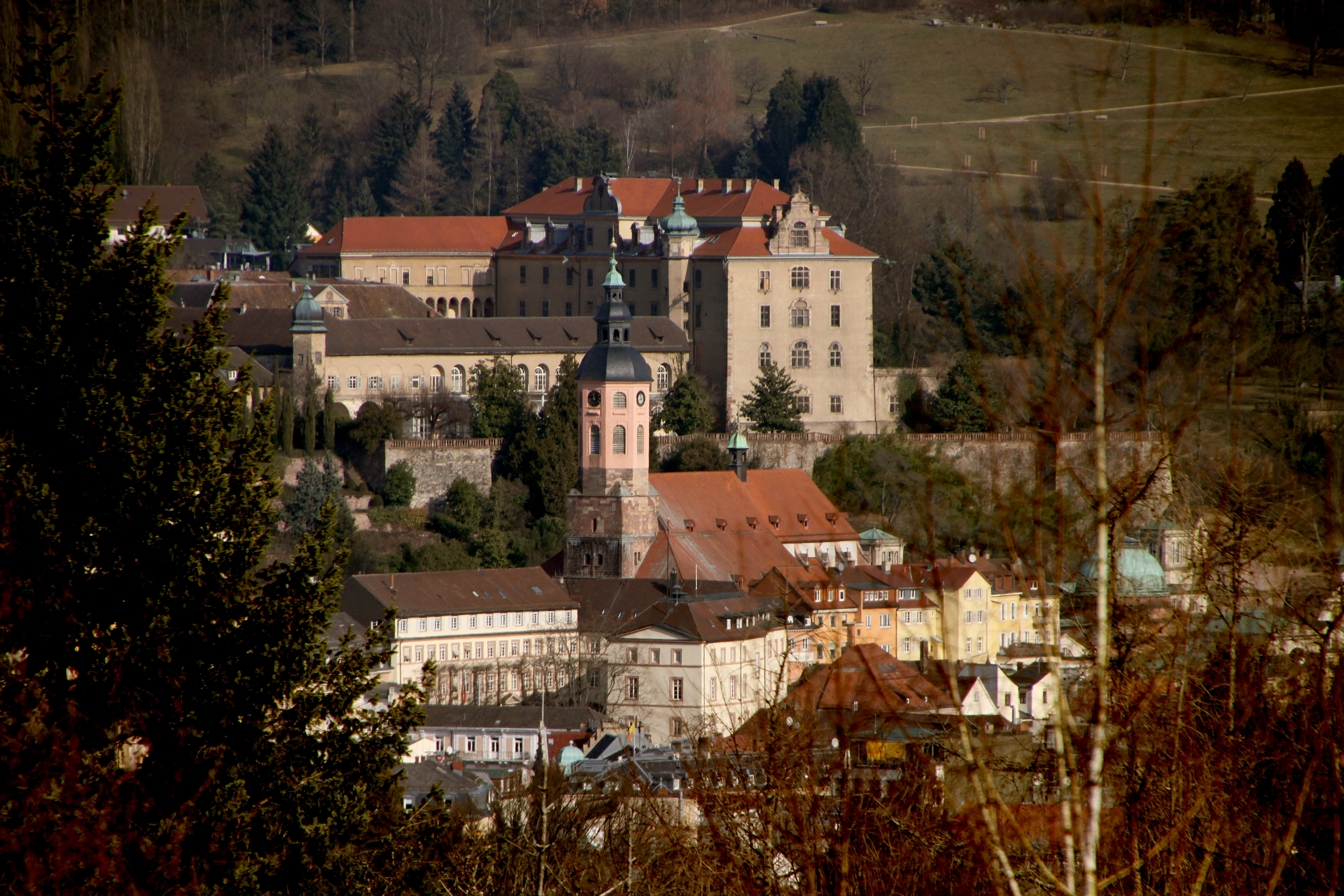
Castell Nou
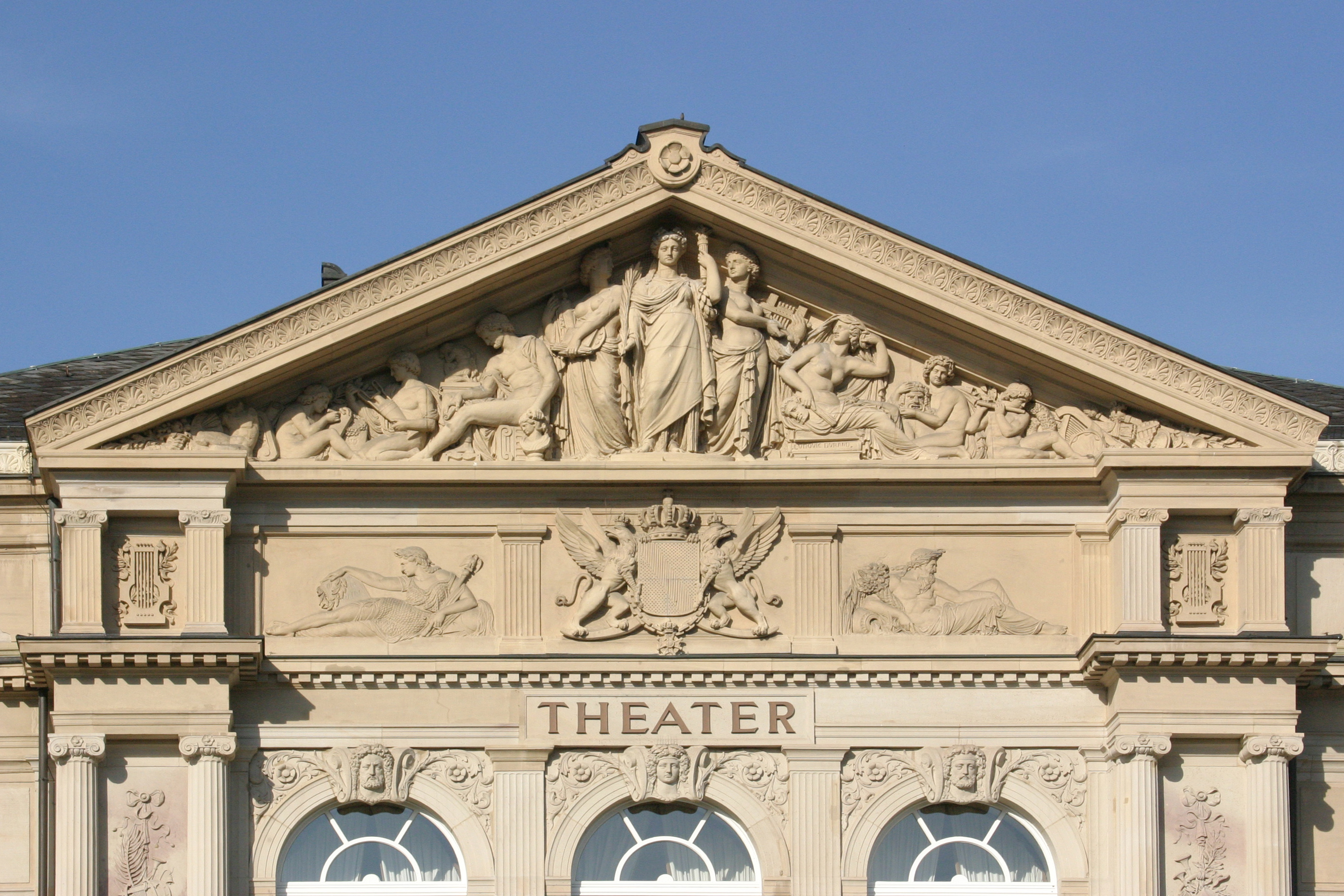
Theater
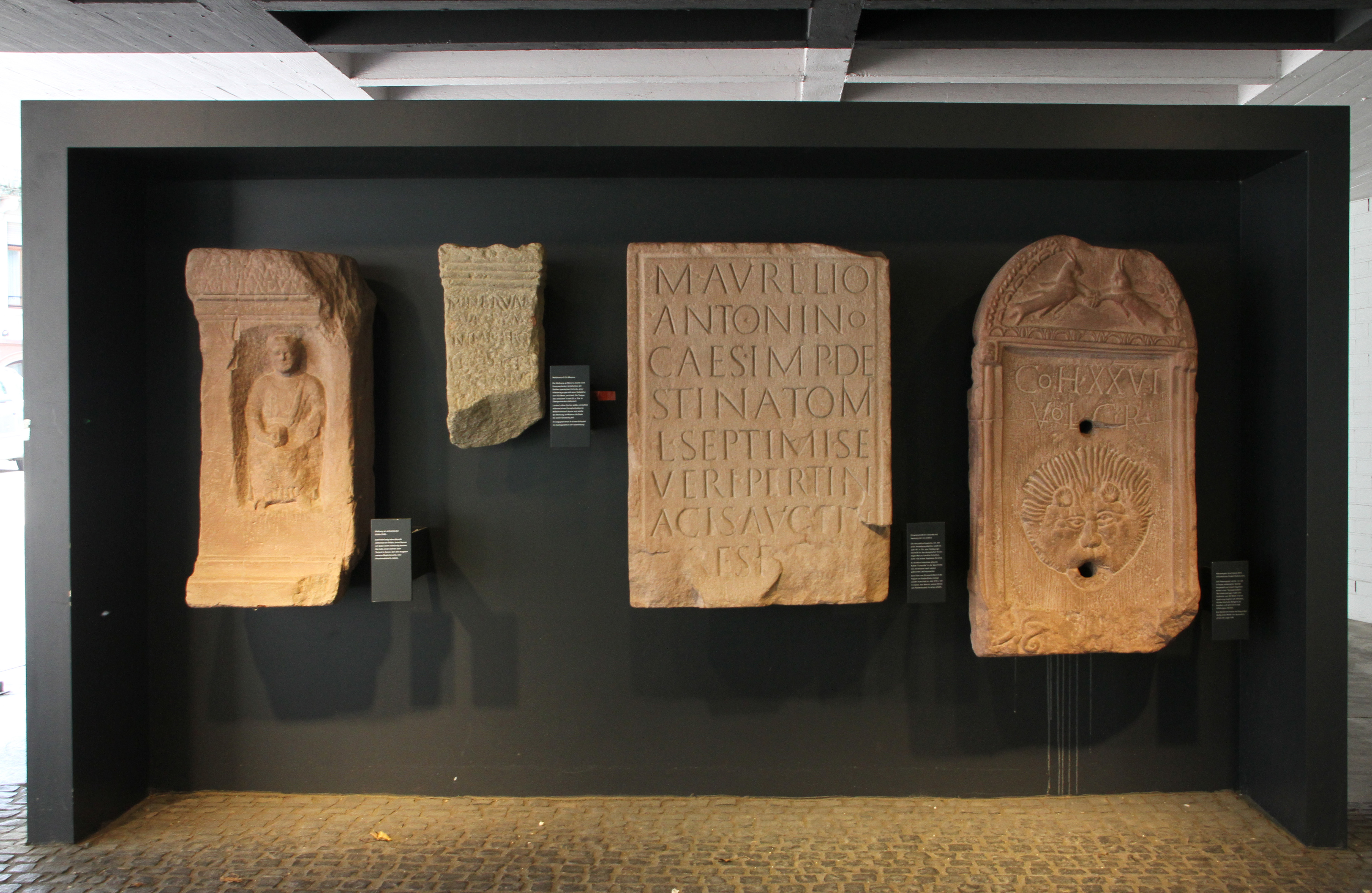
Les ruïnes dels Banys Romans
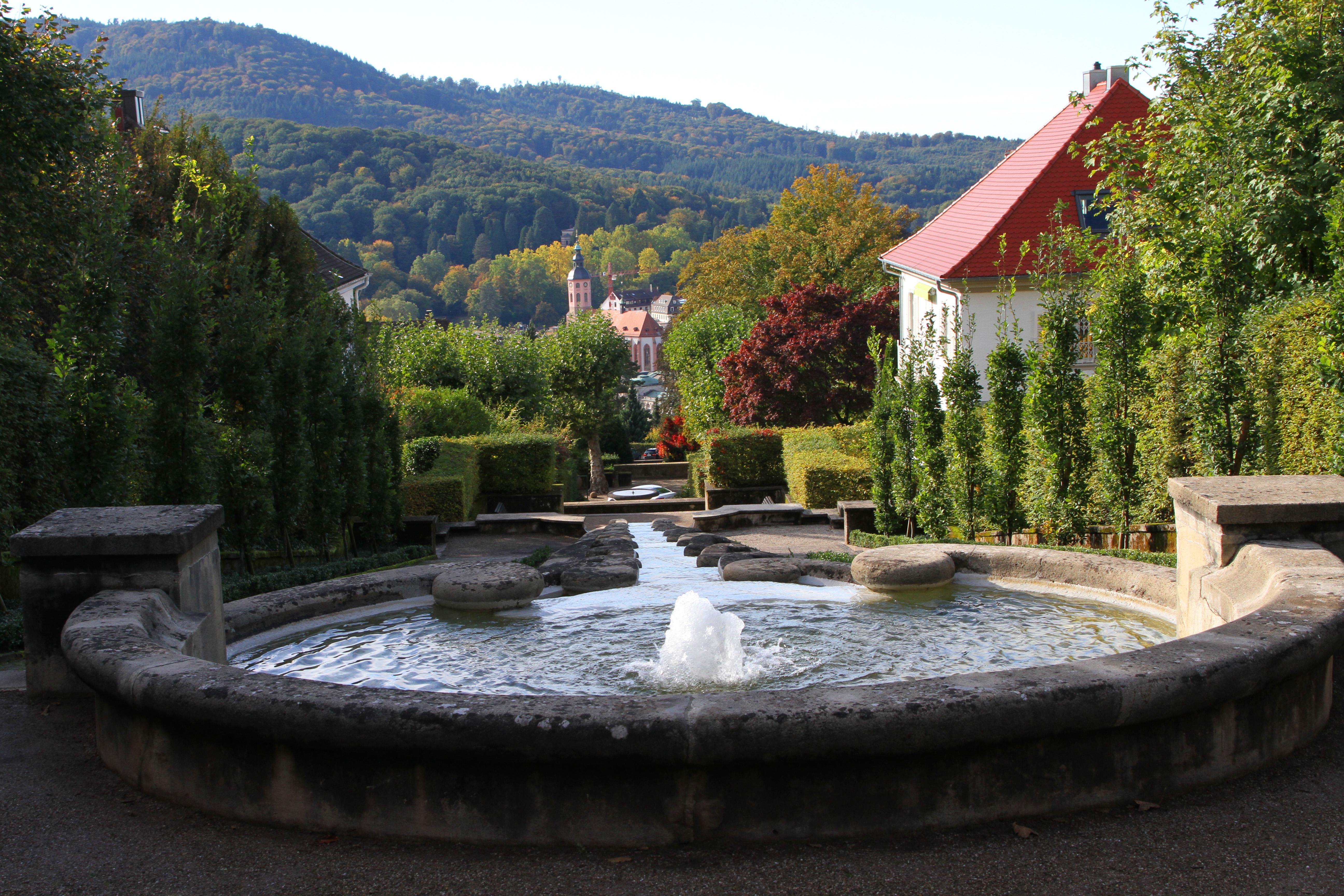
El Paradís
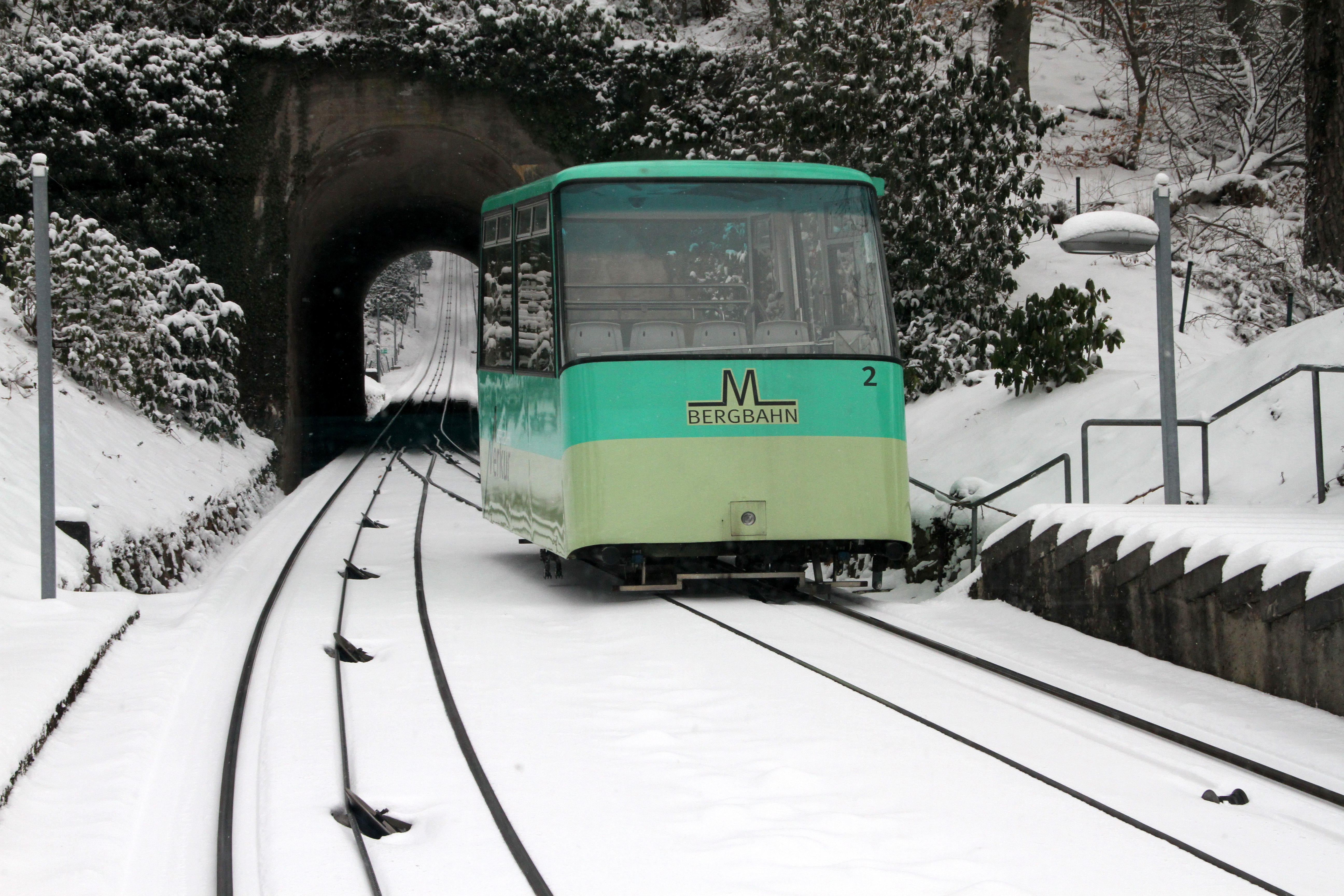
Mont Merkur funicular
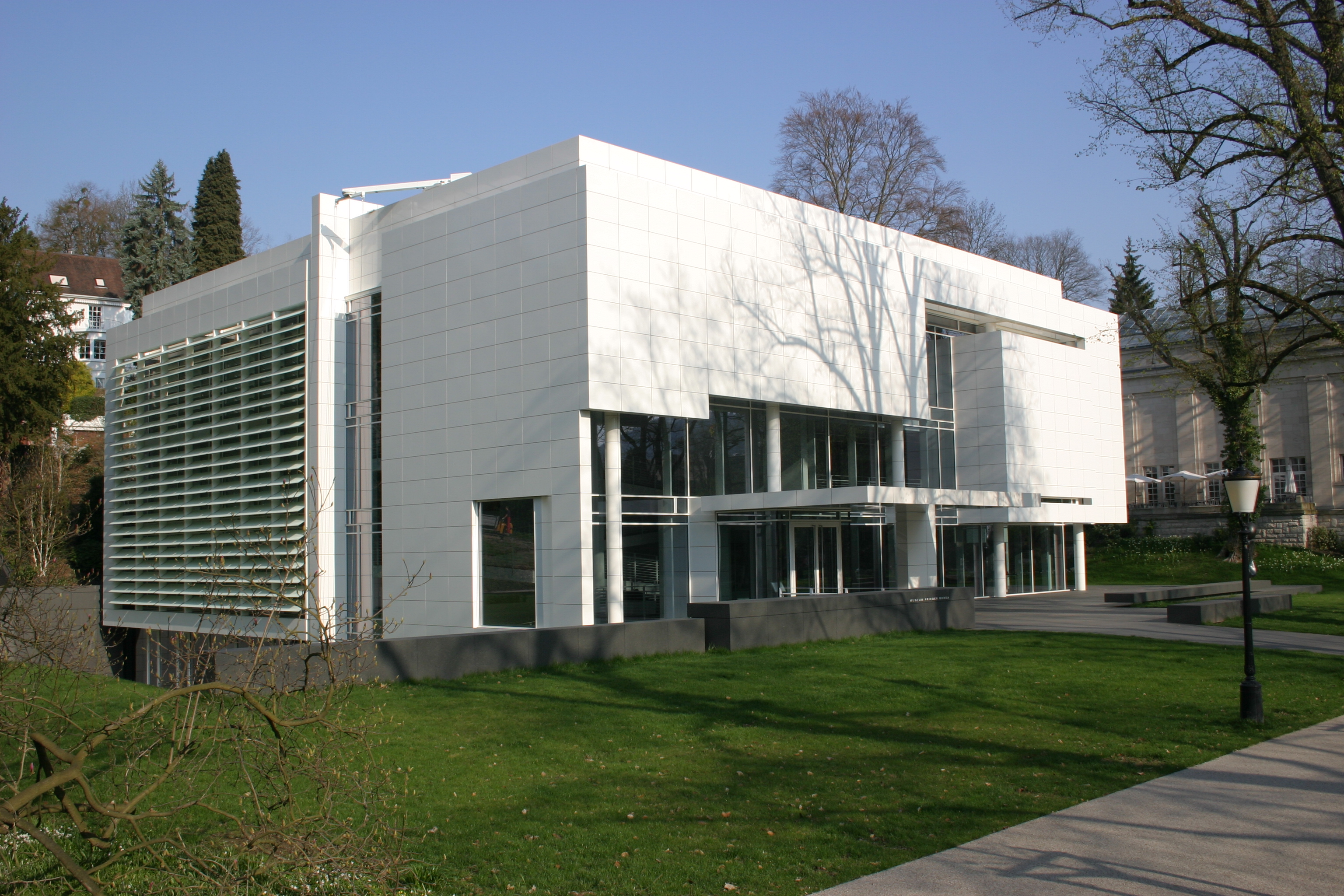
Museu Frieder Burda

## Enllaços externs

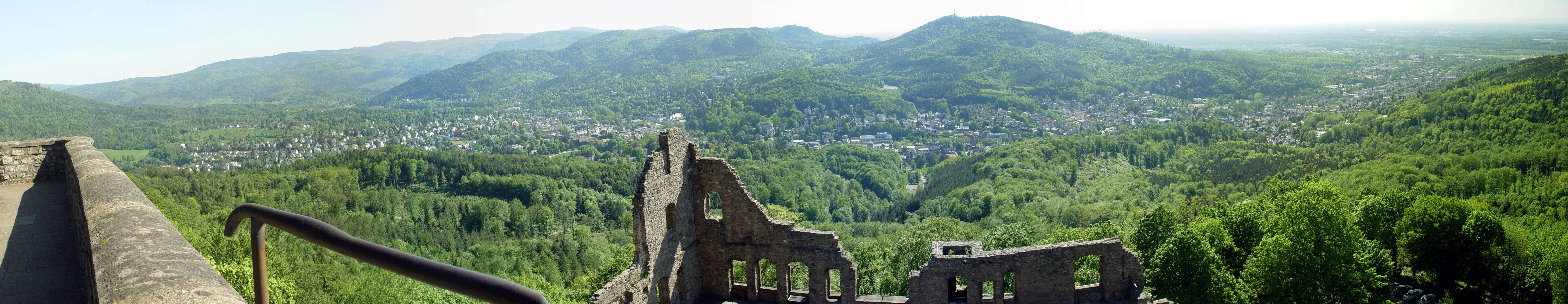
Panoràmica de la ciutat des del Castell Vell